# Oumar Niasse
El Hadji Baye Oumar Niasse (18 d'abril de 1990) és un futbolista professional senegalés que juga de davanter per l'Burton Albion FC i per l'equip nacional senegalés.